# Atalaya natalensis
Atalaya natalensis (tiếng Anh thường gọi là Natal Wing-nut) là một loài thực vật thuộc họ Sapindaceae. Đây là loài đặc hữu của Nam Phi. Chúng hiện đang bị đe dọa vì mất môi trường sống.